# Делаланд, Мишель Ришар
Мишель Ришар Делаланд или де Лаланд (фр. Michel-Richard de Lalande; 15 декабря 1657, Париж, Франция — 18 июня 1726, Версаль, Франция) — французский композитор, органист, дирижёр и педагог. Представитель эпохи барокко.
Делаланд — современник Жана Батиста Люлли и Франсуа Куперена — один из наиболее известных французских композиторов эпохи Людовика XIV и самый знаменитый представитель Версальской школы.

## Некоторые факты биографии
С 15-летнего возраста пел в Королевской капелле мальчиков в Париже. После ломки голоса стал органистом, играл в парижских соборах (сочинял музыку для школьных драм). Король Франции Людовик XIV поручил ему музыкальные занятия с принцессами. В 1683 году получил место интенданта Королевской капеллы, а с 1704 года фактически ею руководил.

## Творчество
Творческое наследие Делаланда довольно велико. Он автор более 80 мотетов для солистов, хора и оркестра, цикла так называемых «тёмных заутреней» (фр. leçons de ténèbres), около 20 балетов и дивертисментов. В двух посмертных рукописных партитурах (составлены в 1736 и 1745 гг.) содержится 18 оркестровых сюит (в виде клавира), собранных из балетной музыки Делаланда разных лет; их называют «симфониями к ужину короля» (фр. Simphonies pour le Souper du Roy). В приложение к первому тому этого сборника вошли оркестровые обработки (также в клавире) 20 популярных ноэлей, под общим названием «Симфонии ноэлей» (фр. Symphonies des noels).
В стилистике ранних произведений Делаланд придерживается французского барокко, тогда как в поздних появляются «итальянские» музыкальные украшения и уделяется больше внимания контрапункту.

### Некоторые произведения
Оперы-балеты:
- «Дворец Флоры» (фр. «Le palais de Flore», 1689);
- «Мелисерта» (музыка к комедии-балету Мольера, 1698);
- «Сельская свадьба» (1700);
- «Балет Мира» (1713).
- «Стихии» — Les Éléments, балет, совместно с Детушем (1734, Национальная Парижская Опера, балетмейстер М.Блонди)